# Хрящуватенська сільська рада
Хрящуватенська сільська рада — сільська рада у Краснодонському районі Луганської області з адміністративним центром у селищі Хрящувате.
Сільській раді підпорядковані також села Валіївка, Видно-Софіївка, Вишневий Діл, Комісарівка і Тернове.
Адреса сільської ради: 94457, Луганська обл., Краснодонський р-н, с-ще Хрящувате, вул. Південна.

## Населені пункти
Населені пункти, що відносяться до Хрящуватенської сільської ради.
| № | Назва          | Тип    | Рік заснування | Площа км² | Населення (2001), ос. |
| - | -------------- | ------ | -------------- | --------- | --------------------- |
| 1 | Хрящувате      | селище | 1951           | 1,054     | 1216                  |
| 2 | Валіївка       | село   | 1951           | 0,51      | 65                    |
| 3 | Видно-Софіївка | село   | 1951           | 0,94      | 62                    |
| 4 | Вишневий Діл   | село   | 1960           | 0,93      | 32                    |
| 5 | Комісарівка    | село   | 1951           | 2,105     | 229                   |
| 6 | Тернове        | село   | 1954           | 1,012     | 69                    |

## Керівний склад попередніх скликань
| ПІБ                     | Основні відомості                                                 | Дата обрання | Дата звільнення |
| ----------------------- | ----------------------------------------------------------------- | ------------ | --------------- |
| Морозов Юрій Вікторович | Сільський голова, 1956 року народження, освіта вища, безпартійний | 31.10.2010   |                 |
| Морозов Юрій Вікторович | Сільський голова, 1956 року народження, освіта вища, безпартійний | 26.03.2006   | 31.10.2010      |

Примітка: таблиця складена за даними джерела 